# Alcúdia de Veo
Alcúdia de Veo település Spanyolországban, Castellón tartományban. Alcúdia de Veo Aín, Algimia de Almonacid, Eslida, Matet, Villamalur, Artana, Sueras és Tales községekkel határos. Lakosainak száma 213 fő (2024).

## Népesség
A település népessége az elmúlt években az alábbi módon változott:
| Lakosok száma | 214  | 204  | 211  | 211  | 229  | 218  | 201  | 190  | 196  | 213  |
|               | 2001 | 2004 | 2006 | 2009 | 2011 | 2014 | 2016 | 2019 | 2021 | 2024 |